# Добров, Макар Константинович
Макар Константинович Добров (1901, аал Усть-Камышта, Минусинского уезда, Енисейской губернии — 21 июля 1969, Хакасская автономная область) — сказитель хакасского эпоса — хайджи, поэт. Член Союза писателей СССР.

## Биография
Родился в семье бедняка Унаса (Константина) Доброва. Крещён 23 ноября 1902 года в Николаевской церкви с. Усть-Абаканского. Пас стада у местных баев, партизанил, в 1921-22 годах возглавлял комитет бедноты в аале. В результате тяжелой болезни — оспы — в 1925 году потерял зрение. Это не мешало ему, по свидетельству знавших его, оставаться до конца жизни энергичным, подвижным человеком.
В 1932 году в Абакане он создал артель «Красная Хакасия». «Молодой человек не замкнулся в себе, а нашёл силы бороться с недугом и помогать другим. Он видел, что слепых вокруг много: кто-то находится на иждивении родственников, кто-то ходит с протянутой рукой по базарам и церквям. Макар Добров вдохновил незрячих самостоятельно зарабатывать на жизнь. Около 20 инвалидов по зрению трудились в артели „Красная Хакасия“, вили верёвку, делали щётки. При этом, люди не жаловались на тяжёлые условия труда и быта…» В 1932 году он возглавил Совет общества слепых в Хакасии.
«Макар Константинович не устранился от работы, — пишет Б. И. Балтер в примечаниях к изданию „Хакасские народные сказки“, где собраны многие произведения, услышанные от М. К. Доброва. — Он принимает активное участие в работе общества слепых: является председателем областного Совета общества слепых, затем председателем артели слепых, состоял членом колхоза и являлся активным селькором. Как сказитель М. К. Добров в народе пользуется большой популярностью. Ряд сказаний и сказок, записанных от него, опубликованы. Многие произведения устного народного творчества, записанные от М. К. Доброва, хранятся в фондах Хакасского научно-исследовательского института».
Пел эпос под аккомпанемент хомыса. В зрелые годы его хай исчез, алыптыг нымах декламировал речитативом. Знал около 30 алыптыг нымах, от него записано 14. Наибольшей популярностью пользовался его вариант сказания под русским названием «Красная лисица», изданный в 1960 году. От него же записаны варианты «Чибет-хан, имеющий семь рыжих коней», «Ойрат-хан» и многие другие.
С пятидесятых годов XX-го века его произведения публикуются. Принимал активное участие в общественных культурных мероприятиях (в том числе, по инициативе брата С. К. Доброва). В дни празднования летом 1958 года 250-летия вхождения Хакасии в состав России на музыку А. А. Кенеля была поставлена композиция «Песня о братстве», в которой активное участие приняли многие хайджи, в том числе С. П. Кадышев и М. К. Добров — два члена Союза писателей СССР.